# Final cut

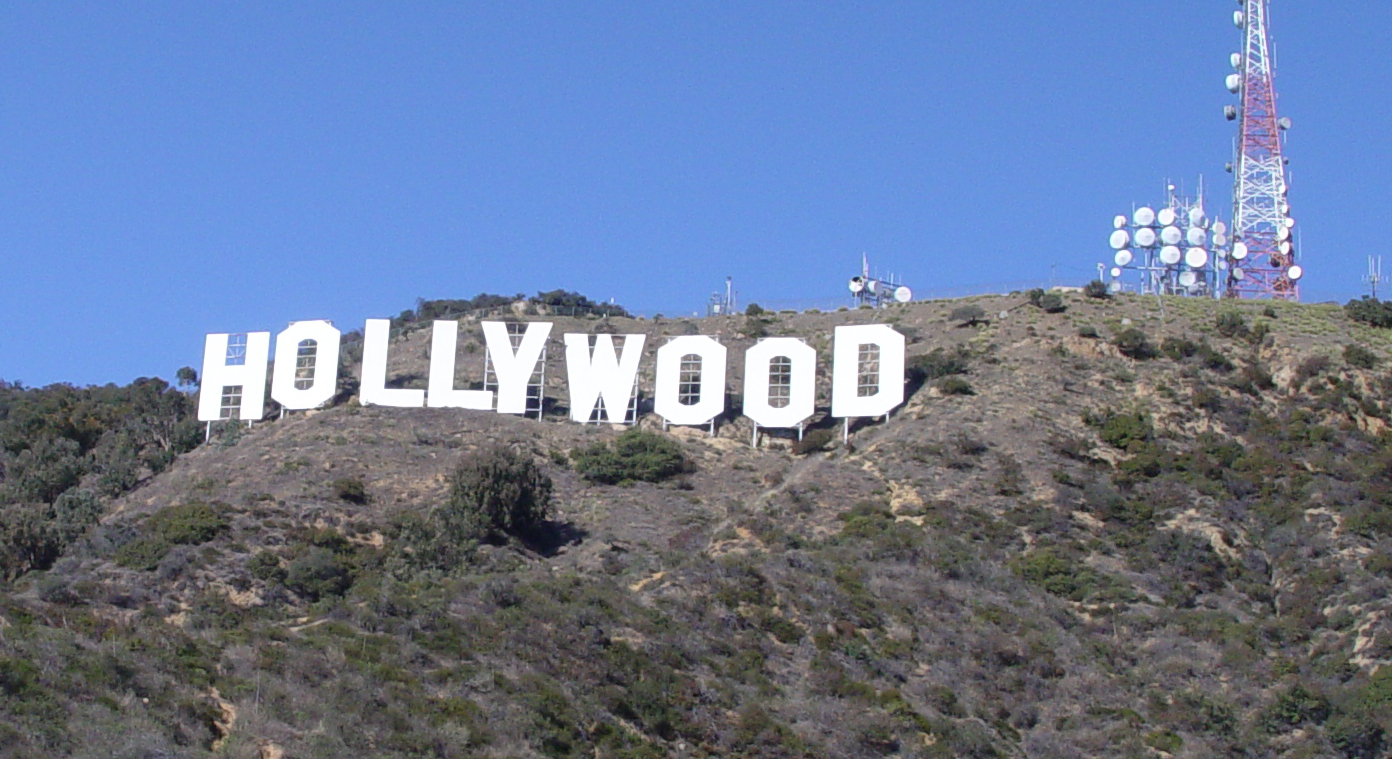
Muchos de los directores con poder sobre el final cut provienen de la industria hollywoodense.

Final cut es un término cinematográfico, a menudo utilizado cuando un director tiene autoridad respecto a cómo se estrenará finalmente su película. En general, solo los directores más establecidos y rentables tienen este privilegio (como Stanley Kubrick, Steven Spielberg, Ridley Scott, los hermanos Coen, Peter Weir o Martin Scorsese).
Sin embargo, fuera del sistema de Hollywood (en Francia, por ejemplo), directores cuya reputación se construye gracias a méritos artísticos, con rentabilidad o no, frecuentemente tienen el final cut en sus películas. En Estados Unidos algunos aclamados, pero no necesariamente rentables directores como Woody Allen y Terrence Malick, también tienen el final cut.
Antes de que la película se estrene, los estudios suelen hacer modificaciones con fines comerciales o para eliminar contenidos que puedan dar lugar a posibles controversias. A veces, tales modificaciones pueden crear conflictos entre el director y el estudio (como sucedió en American History X y Brazil).
Pueden establecerse otros acuerdos contractuales. Un director contratado para una película con una calificación no más alta que «R» (para mayores de 17 años, en Estados Unidos) deberá cumplir con este acuerdo. Esto sucedió con Eyes Wide Shut, de Stanley Kubrick, que incluía la secuencia de una orgía que se mostró en Europa, pero la calificación habría sido más alta en Estados Unidos. En su estreno en ese país, la película se modificó digitalmente para poder alcanzar, de esta forma, la calificación «R» acordada.